# Derecho de las obligaciones
El derecho de las obligaciones o derecho patrimonial pasivo es una rama del Derecho civil que estudia la obligación jurídica, sus fuentes, clases, efectos y vías de extinción.